# セーニス
セーニス（イタリア語: Senis）は、イタリア共和国サルデーニャ自治州オリスターノ県にある、人口約400人の基礎自治体（コムーネ）。

## 地理

### 位置・広がり

#### 隣接コムーネ
隣接するコムーネは以下の通り。
- アッソロ
- アズーニ
- ラーコニ
- ヌレーチ
- ヴィッラ・サンタントーニオ